# Resan till Fjäderkungens rike
Resan till Fjäderkungens rike (Vlaanderen: De verenkoning, Nederland: Johan en de verenkoning, letterlijk: De reis naar het rijk van de verenkoning) is een Zweeds-Deense animatiefilm uit 2014 onder regie van Esben Toft Jacobsen. De film ging in première op 10 februari op het Internationaal filmfestival van Berlijn.

## Verhaal
Johan woont met zijn vader op een boot sinds zijn derde levensjaar, toen zijn moeder verdween. Ver weg op zee houden ze zich schuil voor de verenkoning. Op een dag, wanneer zijn vader boodschappen doet, hoort Johan een noodoproep op de boordradio. Wanneer hij ontdekt dat de verenkoning in de buurt is, gaat hij op zoek naar zijn moeder. Dit is het begin van een spannende reis naar het rijk van de verenkoning, een magische en onbeschrijflijke plek.

## Zweedse stemmen
- Edvin Ryding - Johan
- Tuva Novotny - Johans mama
- Gustaf Hammarsten - Johans far
- Lennart Jähkel - Fjäderkungen
- Sissela Kyle - Kaptenen
- Leif Andrée - Bill